# 裕信銀行捷克與斯洛伐克分行
裕信銀行捷克與斯洛伐克分行（英語：UniCredit Bank Czech Republic and Slovakia）是設於捷克首都布拉格的銀行，為義大利裕信銀行集團的子公司（持有99.96％股份）。

## 歷史
裕信銀行捷克與斯洛伐克分行於2013年12月1日由捷克分行（UniCredit Bank Czech Republic）合併斯洛伐克的姐妹公司斯洛伐克分行而成立。捷克分行本身則是於2006年10月1日由裕寶銀行捷克分行（HVB Bank Czech Republic）和捷克工商銀行合併而成。
裕寶銀行捷克分行的母公司德國裕寶銀行（聯合抵押銀行）於2005年6月被裕信銀行併購。原裕寶銀行的子公司奧地利銀行（裕信銀行奧地利分行）於2016年9月之前為裕信捷克分行和斯洛伐克分行的直接母公司。後來的母公司裕信銀行於2016年9月自併購後的子公司奧地利銀行拆分中歐和東歐部門。

## 外部連結
- 裕信銀行捷克與斯洛伐克分行
- 裕信銀行集團